# Carmen de Cartago
Carmen es uno de los distritos del cantón de Cartago, en la provincia de Cartago, de Costa Rica.

## Geografía
Carmen cuenta con un área de 4,33 km² y una altitud media de 1515 m s. n. m.

## Demografía
Para el año 2022, Carmen cuenta con una población estimada de 19 265 habitantes, y para el último censo efectuado, en 2011, Carmen contaba con una población de 17 425 habitantes.

## Localidades
- Barrios: Alpes, Asilo, Cruz de Caravaca (parte), Diques, Fontana, Jora, López, San Blas, Santa Eduvigis, Santa Fe, Solano, Turbina.

## Transporte

### Carreteras
Al distrito lo atraviesan las siguientes rutas nacionales de carretera:
- Ruta nacional 219